# Rearviewmirror
Rearviewmirror är ett musikalbum som släpptes av Pearl Jam 2004. Albumet är ett greatest hits-album på två CD-skivor med låtar som gavs ut mellan 1991 och 2003.
Låtarna  "Once", "Alive" och "Black" har remixats av Brendan O'Brien. Flera av de övriga låtarna förekommer också i andra versioner än de på originalalbumen.

## Låtlista
Skiva ett
1. "Once" - 3:16
2. "Alive" - 5:42
3. "Even Flow" - 5:03
4. "Jeremy" - 5:20
5. "State of Love and Trust" - 3:43
6. "Animal" - 2:47
7. "Go" - 3:12
8. "Dissident" - 3:34
9. "Rearviewmirror" - 4:44
10. "Spin the Black Circle" - 2:49
11. "Corduroy" - 4:39
12. "Not for You" - 5:53
13. "I Got Shit" - 4:51
14. "Hail, Hail" - 3:44
15. "Do the Evolution" - 3:52
16. "Save You" - 3:55

Skiva två
1. "Black" - 5:39
2. "Breath" - 5:24
3. "Daughter" - 3:56
4. "Elderly Woman Behind the Counter in a Small Town" - 3:15
5. "Immortality" - 5:12
6. "Better Man" - 4:28
7. "Nothingman" - 4:34
8. "Who You Are" - 3:53
9. "Off He Goes" - 6:00
10. "Given to Fly" - 4:00
11. "Wishlist" - 3:26
12. "Last Kiss" - 3:17
13. "Nothing as It Seems" - 5:21
14. "Light Years" - 5:10
15. "I Am Mine" - 3:36
16. "Man of the Hour" - 3:45
17. "Yellow Ledbetter" - 5:03